# Franska tomten

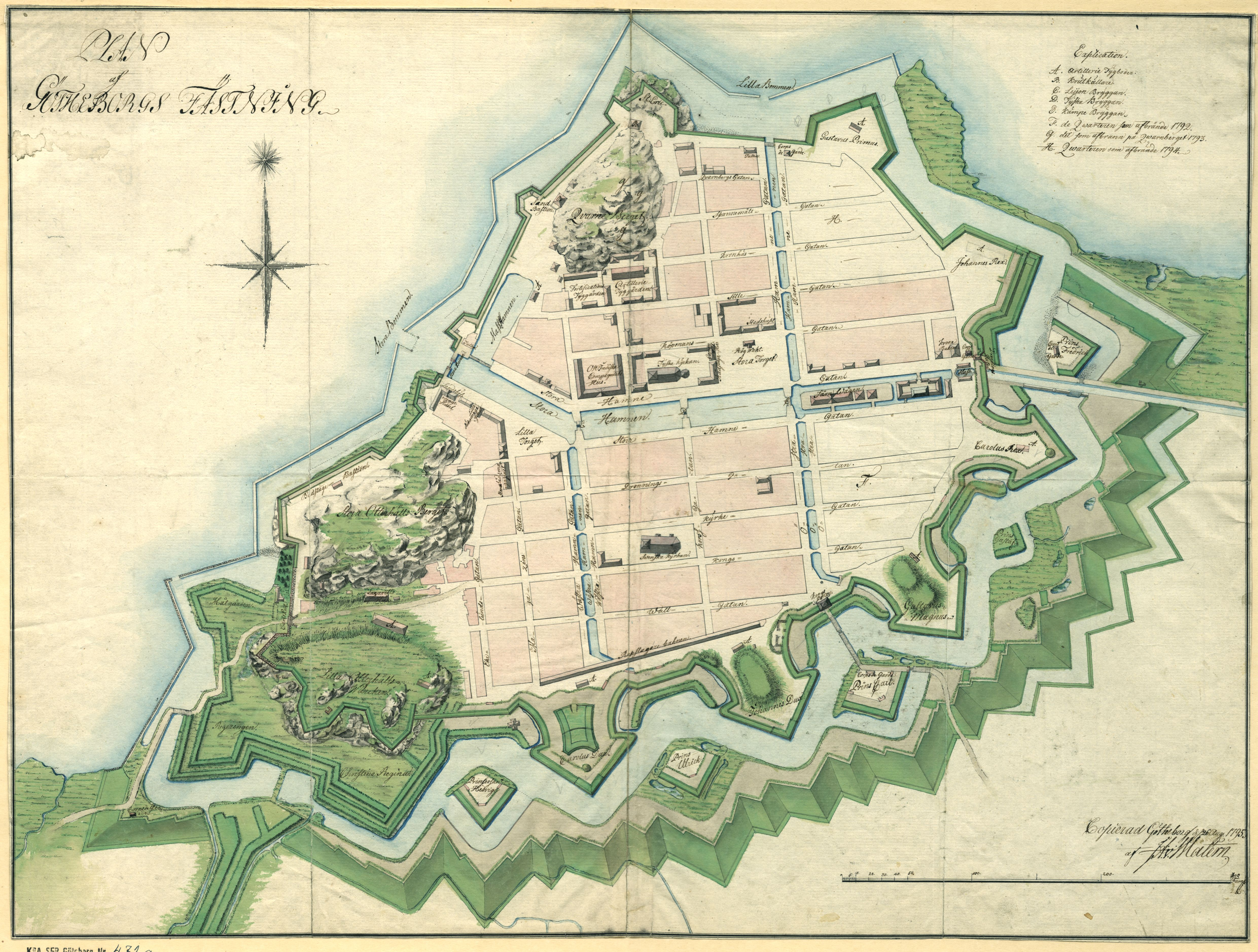
Karta över Göteborg från 1795. Franska tomten låg i anslutning till Masthamnen som ses till vänster vid Stora Bommen och Hamnkanalen.

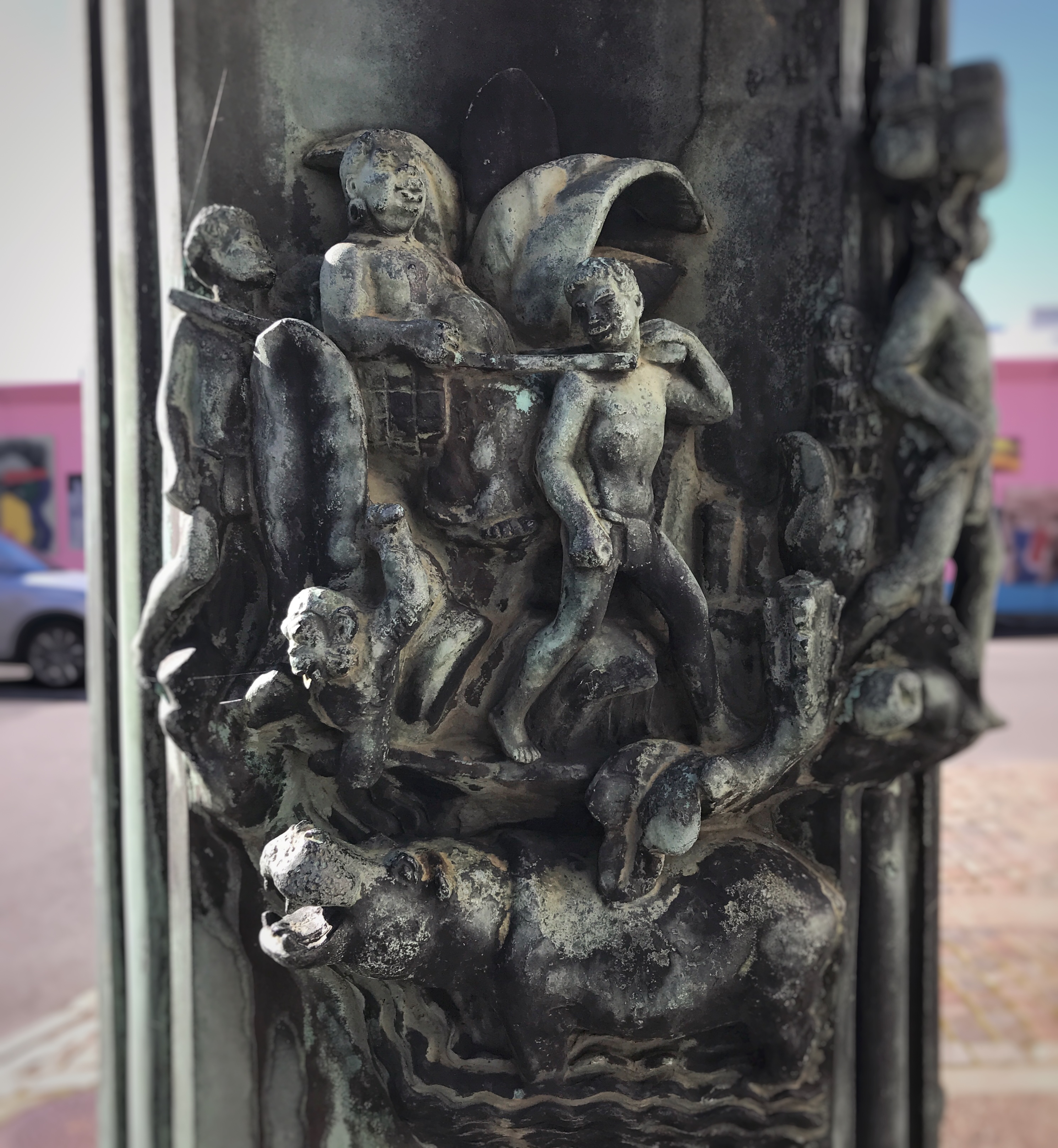
Detalj av flaggmast, av skulptören Arvid Bryth, rest 1960 på Packhusplatsen.

Franska tomten är idag ett kvarter vid Packhusplatsen i Göteborg. Kvarteret, som har nummer 20 i Nordstaden, sträcker sig mellan Skeppsbron, Kronhusgatan, Smedjegatan och Postgatan.

## Historik
Platsen har fått sitt namn eftersom kung Gustav III, den 1 juli 1784 skrev på ett handelsavtal mellan Sverige och Frankrike, där Frankrike  fick nederlagsrätt och frihamnsrätt på en specifik plats i Göteborgs hamn.
I utbyte fick Sverige ön Saint-Barthélemy i Karibien. Gustav III:s syfte var att nyttja ön för att stärka den svenska statskassan. Då ön inte var lämpad för jordbruk gjordes den 1785 om till frihamn. Frihamnen ingick därmed i den transatlantiska slavhandeln, och den blev en del i den svenska slavhandeln.
År 1878 sålde Sverige tillbaka ön till Frankrike.
Den franska frihamnen låg vid den idag igenfyllda Masthamnen. Detta var en skyddad hamn i direkt anslutning till Stora hamnen (nuvarande Stora hamnkanalen), och den användes bland annat för förvaring av mastvirke. Exakt var Franska tomten låg i anslutning till Masthamnen, i slutet av 1700-talet är dock något oklart. Den äldsta kända kartan där namnet nämns är från 1802 och på den placeras tomten i kvarteret som idag kallas Stora Tullen (kvarter 13 i Nordstaden) vilket ligger i hörnet Norra Hamngatan och Packhusplatsen, där Hovrätten ligger idag. Här uppfördes magasin för en mängd franska och västindiska handelsartiklar bland annat vin, en upplagsplats och även ett värdshus som kallades Franska värdshuset. Franska tomten verkar inte ha spelat någon större ekonomisk roll för Frankrike och redan i början av 1800-talet verkar den ha upphört som nederlagsplats.